# Théorème d'isomorphisme de Thom
En topologie algébrique, le théorème d'isomorphisme de Thom est un théorème concernant les fibrés vectoriels orientés établissant l'existence d'une classe de cohomologie entière permettant de suivre l'orientation le long des fibres. La construction des classes d'Euler peut s'appuyer sur ce théorème. Enfin, l'isomorphisme de Thom permet de comprendre la cohomologie d'un fibré en sphères orientées comme une algèbre sur la cohomologie de la base engendrée par un élément de carré nul.

## Version non orientable
Soit E l'espace total d'un fibré vectoriel de base B et de rang n. Il existe une unique classe cohomologique u dans Hn(E,E-B,ℤ2), appelée classe fondamentale de E, dont l'image dans Hn(F,F-0,ℤ2) est non nulle pour toute fibre F.
L'application :
{\displaystyle H^{*}(B,\mathbb {Z} _{2})\rightarrow H^{*+n}(E,E-B,\mathbb {Z} _{2}):x\mapsto \pi ^{*}x\smile u}, où {\displaystyle \smile } est le cup-produit,
est un isomorphisme, appelé isomorphisme de Thom.

## Version orientée
Soit E l'espace total d'un fibré vectoriel orienté de base B et de rang n. Il existe une unique classe cohomologique u dans Hn(E,E-B,A), appelée classe fondamentale de E, dont l'image dans Hn(F,F-0,A) est compatible avec l'orientation de F pour toute fibre F.
L'application :
{\displaystyle H^{*}(B,A)\rightarrow H^{*+n}(E,E-B,A):x\mapsto \pi ^{*}x\smile u}, où {\displaystyle \smile } est le cup-produit,
est un isomorphisme, appelé isomorphisme de Thom.
Ce théorème peut être utilisé pour définir les classes d'Euler.